# Aubrac (train)
Pour les articles homonymes, voir Aubrac (homonymie).
L’Aubrac est un train Intercités reliant quotidiennement Béziers à Clermont-Ferrand via Neussargues et la ligne des Causses sous les numéros 15940 et 15941. Ce train tire son nom du plateau Aubrac qu'il traverse. Il fut mis en place durant l'été 1982 et comportait une voiture Animations qui proposait une découverte touristique et gastronomique de la région.
Assuré en rame Corail jusqu'en 2009, ce train est repris depuis cette date par divers engins régionaux prêtés par les régions. Le plus souvent, il s'agit d'autorails de la série des X 73500 loués auprès de différentes régions possédant ce type de matériel (Auvergne, Alsace et Rhône-Alpes, notamment).
Avant décembre 2007, l'Aubrac reliait directement Paris à Béziers via Clermont-Ferrand.
Ce nom est toujours utilisé par la SNCF pour désigner cette relation.
Ce train subit de plein fouet la présence de l'Autoroute A75, gratuite, sur une grande partie de son parcours. Avec un temps de trajet de plus de six heures entre Béziers et Clermont-Ferrand et une fréquence réduite à un aller-retour quotidien, bien qu'il traverse des paysages particulièrement beaux, l'Aubrac est jugé peu intéressant par les voyageurs potentiels.

## Parcours
La longueur du parcours était de 807 km, qui se décomposaient comme suit :
- Paris - Clermont-Ferrand : 420 kilomètres
- Clermont-Ferrand - Neussargues : 108 kilomètres
- Neussargues - Béziers (ligne des Causses) : 279 kilomètres

La traction était assurée par une locomotive électrique entre Paris et Clermont-Ferrand depuis l’électrification de la ligne dans les années 1990, puis entre Neussargues et Béziers. La section Clermont - Neussargues n’étant pas électrifiée, une locomotive diesel assurait la traction sur cette portion.

## Service actuel[Quand?]
En 6 h 25 min, la ligne parcours 387 kilomètres et dessert les gares suivantes : Clermont-Ferrand, Issoire, Brassac-les-Mines, Arvant, Massiac - Blesle, Neussargues, Saint-Flour - Chaudes-Aigues, Saint-Chély-d'Apcher, Aumont-Aubrac, Marvejols, Banassac - La Canourgue, Campagnac - Saint-Geniez, Sévérac-le-Château, Millau, Saint-Georges-de-Luzençon, Saint-Rome-de-Cernon, Tournemire - Roquefort, Ceilhes - Roqueredonde, Le Bousquet-d'Orb, Bédarieux, Magalas et Béziers.
Un changement de train nécessaire à Neussargues, depuis 2016.

## Horaires
Voici les derniers horaires entre Paris et Béziers, avant l’arrivée du Téoz :

dans le sens impair
- Paris Gare de Lyon départ 08h47
- Clermont-Ferrand arrivée 12h29
- Clermont-Ferrand départ 12h46
- Neussargues arrivée 14h17
- Neussargues départ 14h37
- Béziers arrivée 19h39

dans le sens pair
- Béziers départ 09h10
- Neussargues arrivée 14h05
- Neussargues départ 14h23
- Clermont-Ferrand arrivée 15h53
- Clermont-Ferrand départ 16h12
- Paris Gare de Lyon arrivée 19h41

## Évolution récente de la ligne
À partir de 2006, ce train a connu de nombreux problèmes :
- le 25 février 2006, il déraille entre Neussargues et Saint-Flour, provoquant l’interruption du trafic pendant trois semaines
- le 8 mars 2007, la circulation a été provisoirement interrompue entre Neussargues et Saint-Chély-d'Apcher
- sur la ligne de Béziers à Neussargues, la vitesse maximale est généralement comprise entre 50 et 80 km/h en raison du mauvais état de la voie dû à son manque général d’entretien
- depuis le 9 décembre 2007, ce train est limité à un aller-retour Béziers ↔ Clermont-Ferrand, avec correspondance à Clermont-Ferrand depuis et vers Paris en train Intercités.

En décembre 2016, lors des États Généraux du Rail et de l'Intermodalité de la région Occitanie, il a été annoncé une expérimentation sur deux ans, avec une cogestion de la ligne par l'État et la région dès le 1er janvier 2017. La région doit "démontrer l'intérêt économique" du train Aubrac (avec l'intensification du fret par exemple) pour éviter un transfert de la ligne sur route.
Outre le rôle de désenclavement du Massif central que joue ce train, on peut notamment déplorer sa suppression dans la mesure où il offre une alternative pittoresque et surtout économique aux TGV pour se rendre sur la côte méditerranéenne.
En 2024, après de longues tractations entre SNCF Réseau, les régions Occitanie et Auvergne-Rhône-Alpes et l'État, plusieurs portions de la ligne sont rénovées :
- Du 13 mars au 31 octobre, le tronçon entre Andelat et Loubaresse dans le Cantal, fait l'objet d'une rénovation complète pour un coût de 43 millions d'euros. Sur cette section, les voies ferrées atteignent 80 ans d'âge[4].
- Du 6 mai au 28 juin, des travaux de rénovation sont lancés entre Le Monastier et Saint-Chély-d'Apcher en Lozère tout le long du mois de mai et entre Béziers et Le Monastier de début mai jusque fin juin[5].